# قسم صحراء باغ الريفي
قسم صحراء باغ الريفي (بالفارسية: دهستان صحرائ باغ) (بالفارسية: دهستان صحرای باغ) منطقة ريفية في ناحية صحراء باغ، مقاطعة لارستان، محافظة فارس، إيران. في إحصاء عام 2006 ميلادية، بلغ عدد سكانه 6,576 نسمة، في 1,418 عائلة. يتكون قسم صحراء باغ الريفي من 17 قرية.